# Eva (chanteuse allemande)
Pour les articles homonymes, voir Eva.
Ne doit pas être confondu avec la chanteuse française Eva.

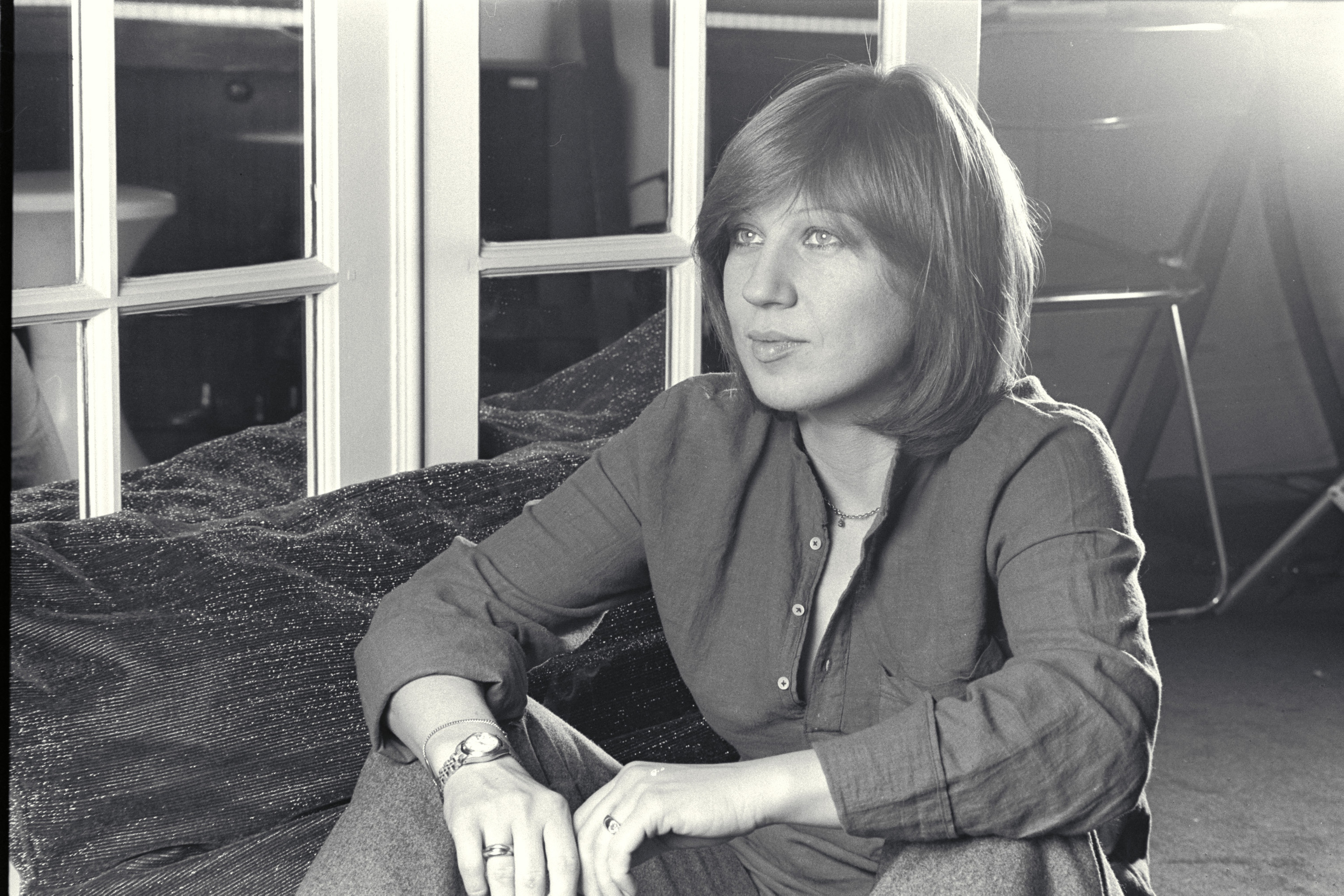
Eva en 1976 par Claude Delorme

Eva, de son vrai nom Eveline Killutat, née le 27 mai 1940 à Berlin et morte le 10 mars 2020 à Montréal, est une chanteuse allemande chantant principalement en français.

## Biographie
Eva grandit à Berlin. Elle commence à chanter dans le groupe de jazz de son lycée. Elle arrive à Paris en 1960 pour étudier le françaisdans le but de devenir journaliste et découvre les cabarets de Saint-Germain-des-Prés. Elle auditionne et se fait engager à la Polka des Mandibules. Elle chante Chez Georges, à La Méthode, à L'Écluse, à L'Échelle de Jacob... Gilbert Sommier la découvre dans l'un de ces cabarets et la programme en octobre 1963 au théâtre des Capucines dans le cadre des "Mardis de la chanson". Il l'invite ensuite à faire la première partie de Georges Brassens à Bobino en 1964.
Elle publie l'album Eva en 1964 sur lequel elle interprète des chansons de Barbara (Dis, quand reviendras-tu ? Attendez que ma joie revienne), de Guy Béart, de Georges Moustaki... Sa chanson Libelei, en allemand, est censurée à la radio pour "sensualité trop évocatrice". Barbara contribuera à faire lever de cette interdiction. Un an plus tard, en 1965, elle grave l'album Comme les blés. Elle chante des titres écrits et composés par Anne Sylvestre, Charles Dumont, Claude-Michel Schönberg... et donne de nombreux concerts, et partage la scène avec Serge Reggiani le temps d'une tournée. Elle chante un peu partout en Europe, en Afrique et au Québec où elle devient très populaire.
Entre 1970 et 1976, elle enregistre une série d'albums sur lesquels elle devient compositrice de ses chansons, souvent en collaboration avec les parolières Danielle Vézolles (L'orage; Mozart...) et Laurence Matalon (Où s’en vont mourir les rêves ?; Le coeur battant; Berlin, Amsterdam ou ailleurs…). En plus de ses nombreuses créations, elle chante aussi Maxime Le Forestier (La vague et l'enfant) et Pierre Grosz (Peuple). En 1973, Eva chante en première partie de Michel Sardou à l'Olympia. 
À partir de 1980, elle s'installe à Montréal et chante principalement au Québec. Elle publie l'album Intérieurs en 1984 et connaît de bons succès radiophoniques avec les titres suivants : Imagine, Sortie d'urgence et Une île en mal de mer (dédiée à Romy Schneider). Dix ans plus tard, en 1994, elle récidive avec l'album Vertiges qui se signale par les chansons Ailleurs et Quelque chose de Tennessee.
Dotée d'une voix grave et profonde, elle donne régulièrement des spectacles jusqu'en mai de l'année 2011, mêlant son répertoire à celui de Marlene Dietrich, à qui elle rend hommage sur son dernier disque À Marlene, publié en 2005.
Elle meurt le 10 mars 2020 à Montréal,,,, à l'âge de 79 ans.
Le 21 mars 2025, l'intégralité de ses enregistrements de la période 1964-1979, sort pour la première fois sur toutes les plateformes d'écoute et de téléchargement via le label Panthéon (Universal Music France). 91 titres restaurés et remasterisés dont de nombreuses raretés ainsi que des inédits. 

## Grandes chansons
- 1964 : Dis, quand reviendras-tu ?
- 1964 : Pluie et Whisky (avec Barbara)
- 1964 : Liebelei (en allemand)
- 1965 : Ni Ophélie, ni Lorelei
- 1965 : Comme les blés
- 1965 : L'homme blanc dans l'église noire
- 1965 : Les enchaînés
- 1967 : Nocturne
- 1970 : Le coeur battant
- 1970 : Où s'en vont mourir les rêves ?
- 1970 : Berlin, Amsterdam ou ailleurs…
- 1971 : Oui nous referons un monde
- 1972 : Peuple
- 1972 : Mozart
- 1976 : J'ai la tête vide
- 1976 : On revient toujours de loin
- 1976 : Lili Marlene
- 1978 : Je m'en vais (It's a Heartache)
- 1984 : Imagine
- 1984 : Berlin
- 1984 : Une île en mal de mer (dédiée à Romy Schneider)
- 1994 : Quelque chose de Tennessee
- 2005 : Wenn Ich Mir Was Wünschen Dürfte
- 2005 : White Grass

## Discographie

### Albums
- 1964 : EVA (Toi et moi) - Fontana
- 1965 : EVA (Comme les blés) - Mercury
- 1969 : EVA (Vois) - Mercury
- 1970 : EVA (Le cœur battant) (Québec) - Barclay - Riviera
- 1971 : Le cœur battant (France) - Barclay - Riviera
- 1972 : L'orage - Barclay
- 1976 : Sous les sunlights - Philips
- 1984 : Intérieurs - Saisons
- 1994 : Vertiges - Louva prod. Disques Artic
- 1997 : Comme un Phénix (réédition Intérieurs 1984) - Intermède Communications
- 2005 : À Marlene - Disques Artic (réédition Le Chant du Monde, 2010)
- 2025 : Intégrale 1964-1979 (91 chansons) - Label Panthéon Universal Music France

### Compilations
- 1969 : Comme les blés (compilation des premières années) - Philips
- 1969 : Pleins feux sur... Eva - Mercury
- 1972 : Le Disque d'Or - Mercury
- 1978 : 20 Grandes Chansons - Barclay
- 1978 : Édition la chanson vol. XII - Philips
- 1999 : De Berlin à Paris (compilation double, 41 titres) - PolyGram - RYM Musique